# (3327) Campins
(3327) Campins (1985 PW; 1984 KP; 1983 HM1; 1982 BG9; 1980 TN12; 1979 OZ14; 1978 GL4; 1977 DP; 1974 SJ4; 1972 GW1; 1963 UK; 1962 OD; 1932 EW; A923 RL) ist ein ungefähr 20 Kilometer großer Asteroid des äußeren Hauptgürtels, der am 14. August 1985 vom US-amerikanischen Astronomen Edward L. G. Bowell (1945–2023) am Lowell-Observatorium, Anderson Mesa Station (Anderson Mesa) in der Nähe von Flagstaff, Arizona (IAU-Code 688) entdeckt wurde. Die Bahnelemente von (3327) Campins ähneln sich mit denen der Asteroiden (92) Undina, (106) Dione und (175) Andromache.

## Benennung
(3327) Campins wurde nach Humberto Campins (* 1954), einem venezolanischen Wissenschaftler am Planetary Science Institute in Tucson, benannt. Campins ist für seine Arbeit über die Eigenschaften von Kometenkomae bekannt und hat bahnbrechende Techniken zur Messung der physikalischen Eigenschaften von Kometenkernen mithilfe gleichzeitiger Infrarot- und visueller Beobachtungen entwickelt. Er führte auch Infrarot-Suchen nach Körpern innerhalb der Umlaufbahn des Planeten Merkur durch. Das Zitat wurde vom US-amerikanischen Astronomen Richard P. Binzel auf Anfrage des Entdeckers Edward L. G. Bowell erstellt. Humberto Campins ist Mitglied der Internationalen Astronomischen Union sowie der American Astronomical Society (Division for Planetary Sciences).